# Josh Roenicke
Joshua James Roenicke (né le 4 août 1982 à Baltimore, Maryland, États-Unis) est un lanceur droitier de la Ligue majeure de baseball. 

## Carrière

### Reds de Cincinnati
Après des études secondaires à la Nevada Union High School de Grass Valley (Californie), Josh Roenicke suit des études supérieures à l'université de Californie à Los Angeles où il porte les couleurs des Bruins de UCLA de 2003 à 2006. Avec UCLA, il alterne les apparitions comme lanceur de relève et joueur de champ extérieur.
Il est repêché le 6 juin 2006 par les Reds de Cincinnati au dixième tour de sélection. Il perçoit un bonus de 20 000 dollars à la signature de son premier contrat professionnel le 18 juin 2006. 
Roenicke passe deux saisons en Ligues mineures avant d'effectuer ses débuts en Ligue majeure le 13 septembre 2008.

### Blue Jays de Toronto
Il rejoint les Blue Jays de Toronto le 31 juillet 2009 alors qu'il est l'un des trois joueurs cédés par les Reds pour obtenir Scott Rolen.
Roenicke apparaît dans 13 parties pour les Blue Jays dans la seconde partie de la saison 2009, puis 16 en 2010. 

### Rockies du Colorado
Le 2 juin 2011, il est réclamé au ballottage par les Rockies du Colorado. Il lance dans 19 parties des Rockies en 2011 et maintient sa moyenne de points mérités à 3,78. La saison 2012 est celle où il joue le plus depuis le début de sa carrière : il vient en relève à 63 reprises pour les Rockies, maintenant une moyenne de 3,25 en 88 manches et deux tiers lancées, avec quatre victoires, deux défaites et un sauvetage.

### Twins du Minnesota
Le 2 novembre 2012, il passe aux Twins du Minnesota via le ballottage. En 63 parties des Twins et 62 manches lancées en 2013, Roenicke maintient une moyenne de points mérités de 4,35 avec 3 victoires et une défaite.

### Retour au Colorado
Mis sous contrat par les Nationals de Washington en 2014, Roenicke n'est jamais rappelé des ligues mineures et libéré par la franchise après n'avoir pu faire mieux qu'une moyenne de points mérités de 5,49 en 79 manches lancées avec leur club-école de Syracuse. Il est rapatrié par son ancienne équipe, les Rockies du Colorado, en août 2014 mais ne joue qu'avec leur club-école de Colorado Springs.

### Brewers de Milwaukee
Il signe un contrat des ligues mineures avec les Brewers de Milwaukee le 11 février 2015.

## Vie personnelle
Josh Roenicke est le fils de Gary Roenicke, un voltigeur de baseball ayant évolué 12 saisons dans les Ligues majeures entre 1976 et 1988 avant de devenir dépisteur pour les Orioles de Baltimore. Josh est aussi le neveu de Ron Roenicke, voltigeur dans les majeures de 1981 à 1988 devenu gérant des Brewers de Milwaukee.
Son épouse Nikki est la sœur du joueur de baseball Ian Desmond.

## Statistiques
| Saison | Équipe     | G  | GS | CG | SHO | V | D | SV | IP   | SO | ERA  |
| ------ | ---------- | -- | -- | -- | --- | - | - | -- | ---- | -- | ---- |
| 2008   | Cincinnati | 5  | 0  | 0  | 0   | 0 | 0 | 0  | 3.0  | 6  | 9,00 |
| 2009   | Cincinnati | 11 | 0  | 0  | 0   | 0 | 0 | 0  | 13.1 | 14 | 2,70 |
| 2009   | Toronto    | 13 | 0  | 0  | 0   | 0 | 0 | 0  | 17.2 | 19 | 7,13 |
| 2010   | Toronto    | 16 | 0  | 0  | 0   | 1 | 0 | 0  | 19.0 | 18 | 5,68 |
| Totaux | Totaux     | 45 | 0  | 0  | 0   | 1 | 0 | 0  | 53.0 | 57 | 5,60 |

Note : G = Matches joués ; GS = Matches comme lanceur partant ; CG = Matches complets ; SHO = Blanchissages ; 
V = Victoires ; D = Défaites ; SV = Sauvetages ; IP = Manches lancées ; SO = Retraits sur des prises ; ERA = Moyenne de points mérités.